# Джоан Венг
Джоан Венг (на немски: Joan Weng) е германска писателка на произведения в жанра исторически роман, криминален роман и любовен роман.

## Биография и творчество
Джоан Венг е родена през 1984 г. в Щутгарт, Западна Германия. Следва немска филология и история, получава докторска степен по литература като тема на дисертацията ѝ е образа на жените в литературата на Ваймарската република.
Авторка е на многобройни разкази. За произведенията си писателката получава няколко награди за разказ, включително наградата „Хатингер“ за млада литература (2010), наградата на Виенската работилница (2010), наградата „Златен прах“ на Асоциацията на жените писателки (2015), както и няколко литературни стипендии.
Първият ѝ роман „Feine Leute“ (Хубави хора) от поредицата „Комисар Генцер“ е издаден през 2016 г. Комисар Пол Генцер разследва през лятото на 1925 г. смъртта на богатия предприемач Готлиб Штрауман и неговата съпруга, внезапно починала от свръхдоза морфин. Негов необичаен помощник е актьорът и звездата от UFA Film Карл фон Баумер, преследващ своя път сред богатите и известните.
Романът ѝ „Кафе под липите“ от поредицата „Ваймарската република“ е издаден през 2017 г. В Берлин през 1925 г. Германия се възстановява бързо от Първата световна война и е епоха на културен възход, социален и икономически кипеж. В този исторически период на Ваймарската република в Берлин пристига млада жена носеща своята пишеща машина и своя талант.
От 2013 г. е една от редакторките на www.zweiundvierziger.de, блог на 42-те автори.
Джоан Венг живее със семейството си близо до Тюбинген.

## Произведения

### Самостоятелни романи
- Klavierstunde (2018)
- Die Damen vom Pariser Platz (2021)

### Серия „Ваймарската република“ (Weimarer Republik)
1. Das Café unter den Linden (2017)
„Кафе под липите“, изд.: „Емас“, София (2018), прев. Ваня Пенева
2. Die Frauen vom Savignyplatz (2018)
3. Das feine Fräulein (2018)
4. Amalientöchter (2019)

### Серия „Комисар Генцер“ (Kommissar Genzer)
1. Feine Leute (2016)
2. Noble Gesellschaft (2017)